# A Woman Scorned
A Woman Scorned é um filme mudo norte-americano de 1911 em curta-metragem, do gênero drama, dirigido por D. W. Griffith e estrelado por Blanche Sweet.

## Elenco
- Wilfred Lucas
- Claire McDowell
- Alfred Paget
- Frank Evans
- Adolph Lestina
- Charles Hill Mailes
- Vivian Prescott
- Blanche Sweet